# Gare centrale de Trondheim
La gare centrale de Trondheim est la gare ferroviaire principale de Trondheim, elle est le terminus de la ligne de Dovre et de la ligne de Meråker. Au nord de la gare se trouve un terminal de fret Brattøra avec une connexion avec le port de Trondheim.